# 国際神経外傷会議
国際神経外傷会議（こくさいしんけいがいしょうかいぎ、International Conference on Recent Advances in Neurotraumatology、略称：ICRAN）は、世界各国の脳神経外傷の専門家により組織され、世界各国で学会形式の会議を開催している。

## 概要
脳神経外傷の基礎的研究から臨床研究までを総括する会議として設立され、世界脳神経外科学会連盟の活動として位置づけられている。学会の形式をとっており、近年は、開催国の教育という側面を併せ持つ。同様の趣旨のシンポジウムは国際神経外傷シンポジウム（International Neurotrauma Symposium）として開催されている。日本からは、それぞれに日本脳神経外傷学会より委員を選出し公式に参加している。

## 学術集会の開催
ICRANとして、これまで、ICRAN 90（11月、ポルト、ポルトガル）、ICRAN 92（9月、東京日本）、ICRAN 94（9月25-28日、ゴールドコースト、オーストラリア）、ICRAN 99（11月20-23日, 1999 台北 台湾）、ICRAN 2002 （8月1-4日, 2002 、バリ インドネシア）、ICRAN 2007（9月19-22日, 2007 天津, 中国 ）、ICRAN 2010 （サンクトペテルスブルク、ロシア）などが開催されている。